# (5101) Akhmerov
(5101) Akhmerov (1985 UB5) – planetoida z pasa głównego asteroid okrążająca Słońce w ciągu 5,22 lat w średniej odległości 3,01 j.a. Odkryta 22 października 1985 roku.